# Culfeightrin Stones

Culfeightrin, der große Menhir nahe der Kirche

Die Culfeightrin Stones sind zwei Menhire (engl. Standing Stones) in Culfeightrin (irisch Cúil Eachtrann, deutsch „Winkel der Fremden“). Sie befinden sich auf dem Friedhof der 1831 errichteten St Patrick’s Church in Ballyvoy, östlich von Ballycastle an der Cushendall Road im Norden des County Antrim in Nordirland.
Der größere der beiden Basaltsteine ist etwa 3,0 m hoch und steht unweit des Portals der Kirche und der kleinere etwa 1,6 m lange und offenbar zerbrochene, steht am östlichen Ende. Der abgebrochene Teil ist entfernt worden. Es gibt Berichte über einen dritten Stein in der Nähe.
In der Nähe liegen das Court- und das Passage Tomb von Ballyvoy.